# Geissorhiza monanthos
Geissorhiza monanthos  es una especie de planta fanerógama perteneciente a la familia de las iridáceas que se encuentra en la provincia del Cabo Occidental, Sudáfrica.

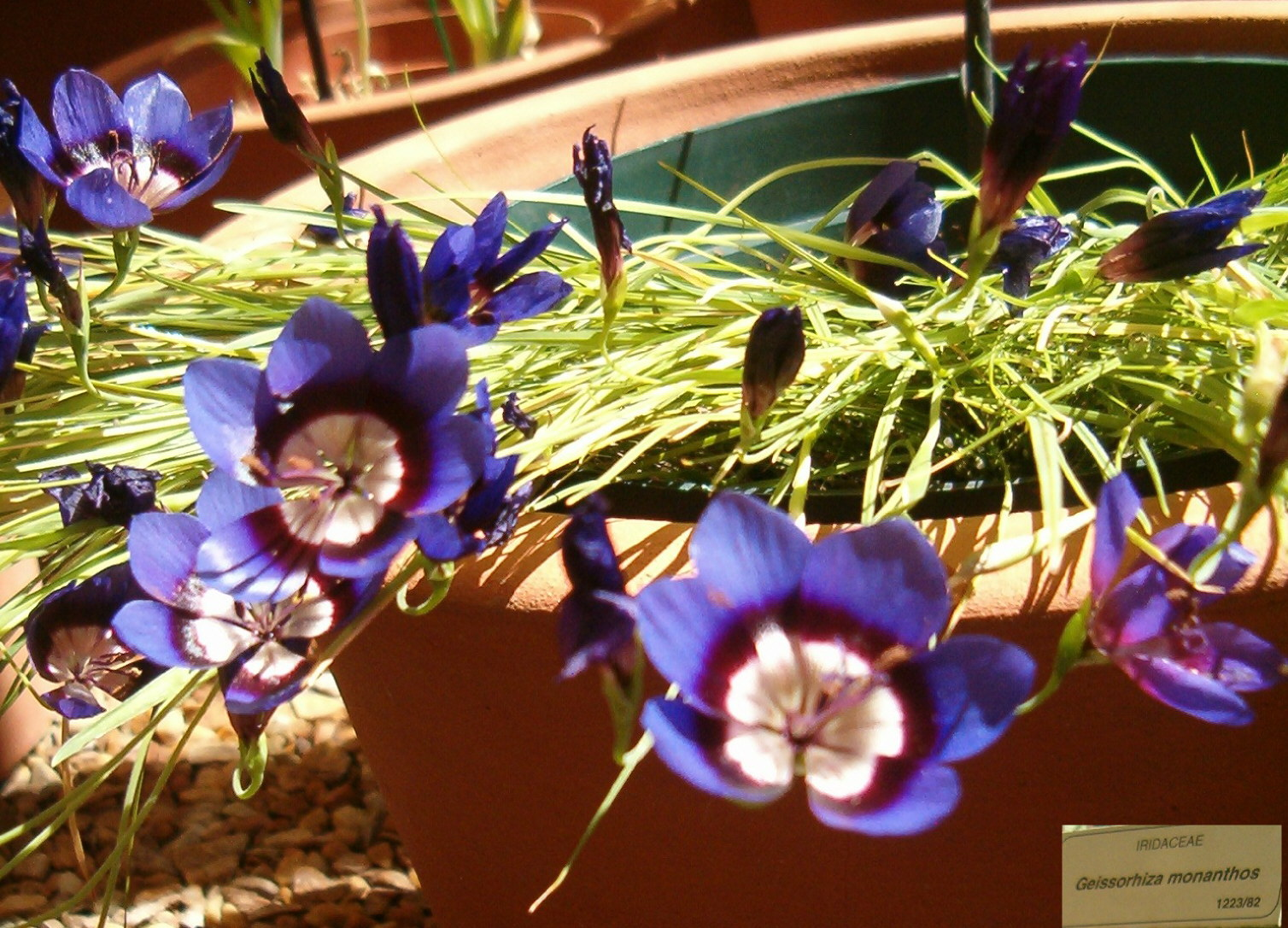
Flores

## Descripción
Geissorhiza monanthos, es una planta herbácea perennifolia, geofita que alcanza un tamaño de 0.08 - 0.2 m de altura a una altitud de 90 - 457  metros en Sudáfrica.

## Taxonomía
Geissorhiza monanthos fue descrita por Christian Friedrich Ecklon y publicado en Topographisches Verzeichniss der Pflanzensammlung von C. F. Ecklon 21. 1827.
Etimología
Geissorhiza: nombre genérico que deriva de las palabras griegas: geisso, que significa "mosaico", y rhizon, que significa "raíz".
monanthos, epíteto latíno que significa "con una flor"
Sinonimia
- Geissorhiza bellendenii MacOwan
- Geissorhiza lewisiae R.C.Foster
- Ixia monanthos Thunb.[6][7]